# Nicrinus
Nicrinus war ein antiker römischer Toreut (Metallbildner), der in der zweiten Hälfte des 1. Jahrhunderts wahrscheinlich bei Nijmegen am Niederrhein tätig war.
Nicrinus ist heute nur noch aufgrund eines Signaturstempels auf dem Fragment eines Bronzesiebs oder einer Bronzekelle bekannt. Dieses wurde in Geldermalsen in den Niederlanden gefunden. Es befindet sich heute im Rijksmuseum van Oudheden in Leiden.

## Einzelbelege
1. ↑  Inventarnummer 1963/12.71; Richard Petrovszky: Studien zu römischen Bronzegefäßen mit Meisterstempeln. Leidorf, Buch am Erlbach 1993, S. 278, Nr. N.09.01.

| Personendaten    | Personendaten                              |
| ---------------- | ------------------------------------------ |
| NAME             | Nicrinus                                   |
| KURZBESCHREIBUNG | antiker römischer Toreut                   |
| GEBURTSDATUM     | 1. Jahrhundert v. Chr. oder 1. Jahrhundert |
| STERBEDATUM      | 1. Jahrhundert oder 2. Jahrhundert         |